# Dalnic (gmina)
Dalnic – gmina w Rumunii, w okręgu Covasna. Obejmuje tylko jedną miejscowość Dalnic. W 2011 roku liczyła 956 mieszkańców.